# 에어로브레이킹

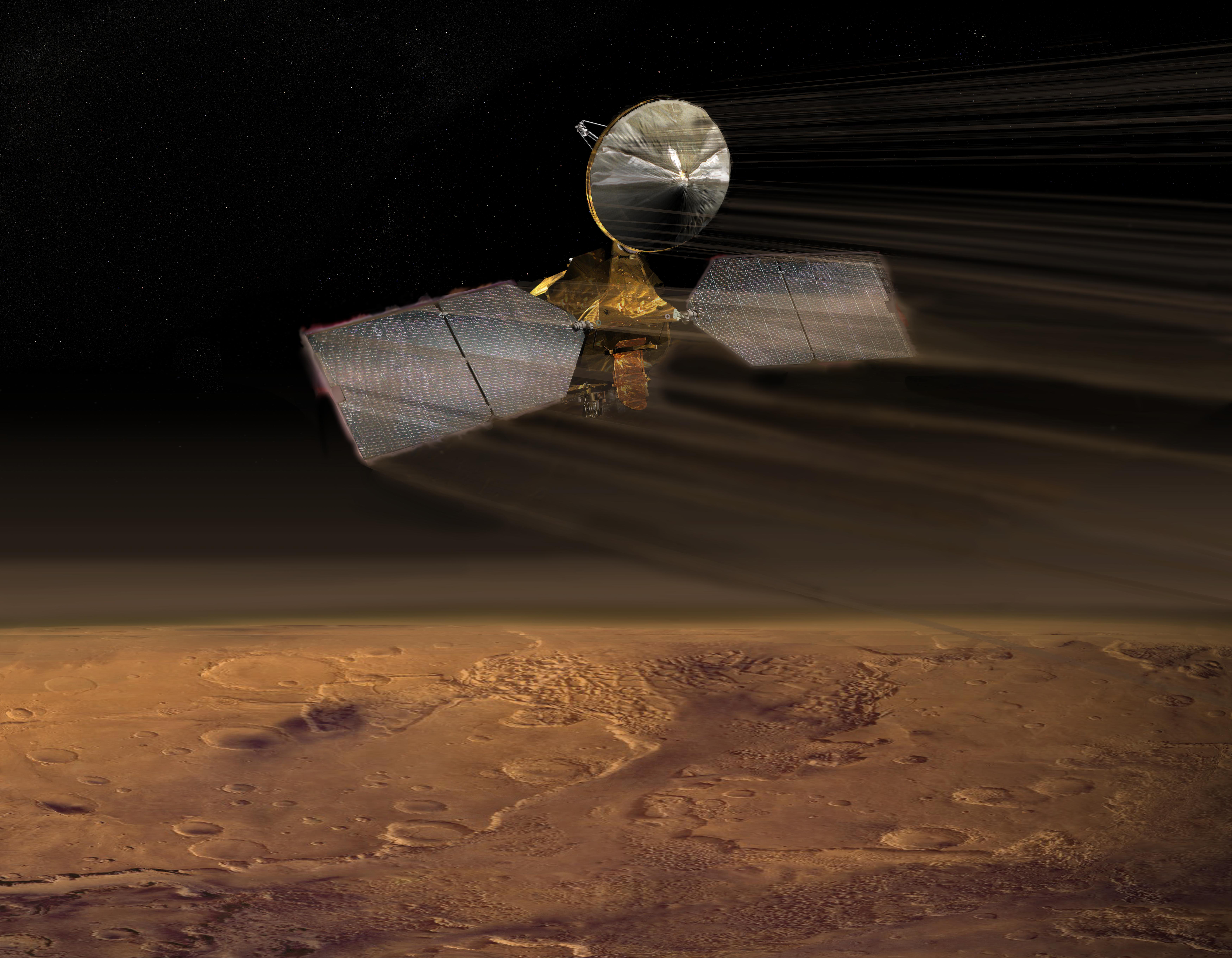
화성 정찰위성의 에어로브레이킹 콘셉트 그림

에어로브레이킹(Aerobraking)은 궤도의 낮은 지점(근점)에서 대기를 통해 차량을 비행하여 타원 궤도의 높은 지점(apoapsis)을 줄이는 우주 비행 기동이다. 결과적인 항력은 우주선의 속도를 늦춘다. 에어로브레이킹은 우주선이 대기가 있는 물체에 도착한 후 낮은 궤도를 요구할 때 사용된다. 속도를 늦추기 위해 추진력을 사용하는 것보다 연료가 덜 필요하기 때문이다.

## 관련 방식
에어로캡처(Aerocapture)는 초기 궤도 주입 연소가 수행되지 않는 관련이 있지만 더 극단적인 방법이다. 대신, 우주선은 초기 삽입 화상 없이 대기 속으로 깊숙이 들어가고 원하는 궤도에 가까운 정점으로 대기의 단일 통과에서 나온다. 그런 다음 몇 개의 작은 교정 화상을 사용하여 근점을 높이고 최종 조정을 수행한다. 이 방법은 원래 마스 오디세이 궤도선을 위해 계획되었지만 상당한 설계 영향으로 인해 비용이 너무 많이 들었다.
또 다른 관련 기술은 우주선이 상층 대기를 통과하여 비행하고 가장 가까운 접근 지점에서 항력 대신 공기 역학적 양력을 사용하는 항공 중력 보조 기술이다. 방향이 올바르게 지정되면 순수 중력 보조 장치보다 편향 각도가 증가하여 델타 V가 더 커질 수 있다.

## 관련 문헌
- JPL aerobraking report for MGS
- An Explanation of How Aerobraking Works (PDF)
- Hoffman, S. (August 20–22, 1984). A comparison of aerobraking and aerocapture vehicles for interplanetary missions. AIAA and AAS, Astrodynamics Conference. Seattle, Washington: American Institute of Aeronautics and Astronautics. pp. 25 p.. Retrieved 2007-07-31.